# مانسا

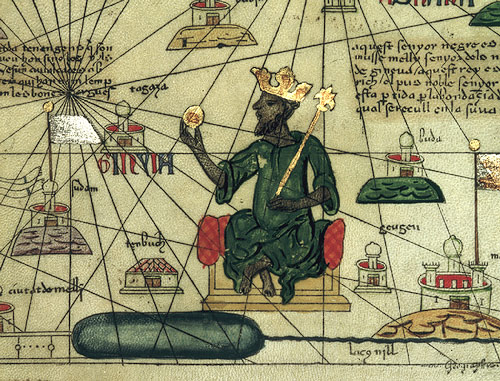
رسم من القرن الثالث عشر للمانسا موسى إمبراطور مالي

المانسا، كلمة بلغة الماندينكا وتعنى ملك الملوك، وكانت تستعمل بالتحديد لأسرة كيتا والتي كانت تحكم إمبراطورية مالي التي حكمت معظم اجزاء غرب أفريقيا من القرن الثالث عشر إلى القرن الخامس عشر الميلادي، وكانت قوة المانسا تكمن في حقهم في التحكم بتجارة الذهب في هذا الجزء من العالم
و كان مانسا سوندياتا هو أول اميراطور حصل على لقب المانسا، والذي استمر من بعده لحكام امبراطورية مالي منذ القرن الخامس عشر الميلادي، ومن أشهر من حمل لقب المانسا المانسا والى كيتا والحاكم القوى المانسا موسى والذي بعد أن قام بفريضة الحج أعطى لحكمه بعدا آخر، وتعد بوابة معرفة العالم على هذه الامبراطورية هي بوابه تونس حيث المؤرخ العظيم ابن خلدون وكتابه تاريخ البربر.

## راجع أيضا
- كيتا (مالي)
- إمبراطورية مالي
- مانسا موسى
- أبو بكر الثاني